# 老派約會之必要
〈老派約會之必要〉（英語："A Gentleman's Guide to Old-Fashioned Dating"）是香港歌手張天賦的單曲，於2022年7月19日派往電台播放，並在翌日由香港華納唱片作數位發行。歌曲由GooChan與張天賦作曲、黃偉文填詞、GooChan與黃兆銘編曲，並由徐浩監製。這是一首揉合中國風的粵語流行與節奏藍調歌曲，並加入了穿越的元素。歌詞則取材自作家李維菁的一篇同名散文，並以新舊愛情的特徵作對比。
歌曲推出後大受歡迎，先後在中文歌曲龍虎榜，新城勁爆流行榜，勁歌金榜和Chill Club推介榜取得冠軍位置，成為張天賦首支四台冠軍歌。歌曲亦登上Spotify、KKBOX、JOOX和MOOV的香港本地歌曲週榜冠軍，當中首次在香港區Spotify創下超過10萬次單日播放量。在《Billboard》香港歌曲週榜，歌曲發行後在榜上獲得非連續的十二星期冠軍。
〈老派約會之必要〉在發行後獲得音樂評論家的正面評價，包括讚賞歌曲現代音樂與古典音樂之間的交接非常順耳，以及認為張天賦的聲音顯得平實而忠直。歌曲亦入圍《2022年度叱咤樂壇流行榜頒獎典禮》與《Chill Club 推介榜年度推介22/23》的獎項，並贏得《廣播九十五周年十大中文金曲》的十大中文金曲獎與全球華人至尊金曲獎。
歌曲的音樂錄影帶由林登執導拍攝，並在厦村的多個場地取景，而女主角則由林熙彤擔任。錄影帶講述一個發生在民初時期的愛情故事，並同時穿插張天賦的現代造型片段。錄影帶推出後獲得熱烈回響，截至2024年5月已經在YouTube獲得超過2,100萬次播放量。張天賦在〈老派約會之必要〉發行後曾多次現場演唱歌曲，包括《Chill Club》與《廣播九十五周年十大中文金曲》等電視節目及頒獎禮，以及「AilpayHK Frenemy 演唱會」和「This is MC 演唱會」等演唱會。

## 背景與錄製

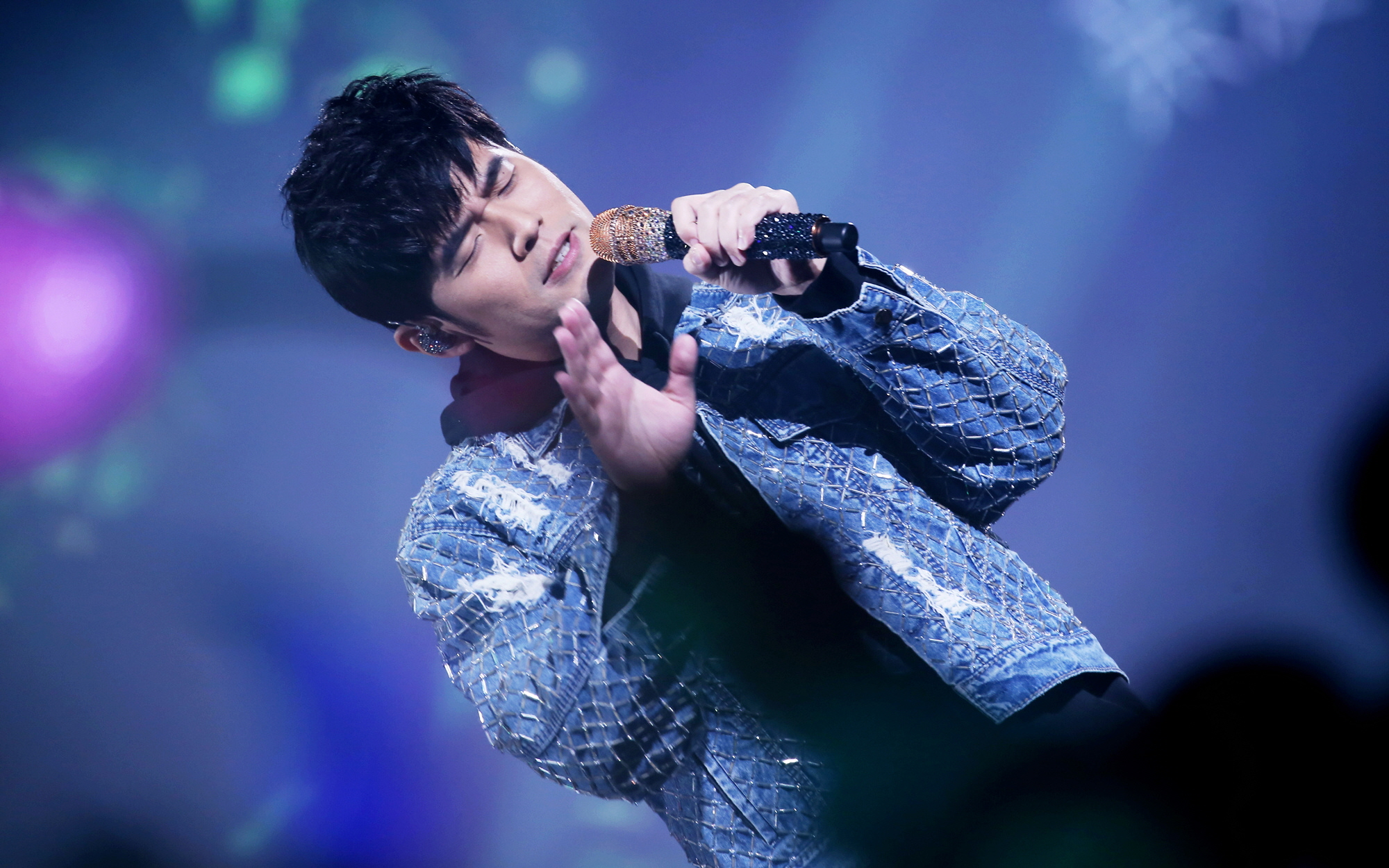
〈老派約會之必要〉的創作靈感源自周杰倫（圖）過往的作品

〈老派約會之必要〉由GooChan與張天賦共同作曲，並由黃偉文填詞，而編曲則由GooChan與黃兆銘負責。作曲者之一的GooChan本身從小聽著周杰倫的歌曲長大，並受他啟發希望創作一首中國風歌曲。他在有一次靈感湧現後便哼唱出歌曲的副歌旋律，打算把歌曲留待和另一位朋友合唱。然而某天他在相約張天賦一起玩遊戲時向對方播放歌曲的片段，獲對方盛讚並提出演唱的請求。在經過一番說服後，他決定把歌曲交給張天賦，並與對方合寫其餘部分旋律。
張天賦在創作過程中認為假如歌曲為純粹的中國風的話，可能會讓聽眾感到沉悶，於是提出為作品加入穿越元素。因此歌曲開頭的旋律為以現代為主題，直到進入副歌才變調為中國風，而編曲上亦作出相應的設計。雖然歌曲的樣本被設定為一首悲傷情歌，但在交給黃偉文填詞後便成為〈老派約會之必要〉－一首溫馨甜蜜的情歌，而張天賦與GooChan在收到正式歌詞後亦對此改變大感滿意。
〈老派約會之必要〉被張天賦形容為出道至今錄製難度最高的歌曲，原因是歌曲旋律的起伏不如過往多數演唱過的作品大，因此反而需要在柔情地演唱同時拿捏好力度與感情。張天賦在錄音室總共花了四小時才錄製好聲樂，當中前三小時皆在摸索與嘗試唱法，到最後一小時才正式錄製，而監製徐浩亦表示這是他在後期處理花費過最多工夫的歌曲。

## 詞曲
〈老派約會之必要〉以降B大調創作，全長3分44秒，每分鐘達107拍。這是一首粵語流行與節奏藍調歌曲，並揉合張天賦首次接觸的中國風，創造出古今交融的「港式中國風」。《香港01》的關穎賢指出歌曲讓人想起全盛時期周杰倫的〈東風破〉、〈青花瓷〉、〈髮如雪〉等作品。歌曲亦加入穿越元素，主歌部分為主要使用琴與結他伴奏的節奏藍調風格，進入副歌後便加入古箏等中樂樂器，使編曲的層次更加豐富。副歌的旋律亦以小調形式創作，全段僅以五個音階組成。
〈老派約會之必要〉取材自作家李維菁的一篇同名散文，歌詞大意亦與原文相約，整篇結構以新舊愛情的特徵作對比，突顯老一輩愛情的細水長流。歌詞亦同樣配合穿越的主題，在副歌前先描寫現代時空，在進入副歌後則變成古代時空。黃偉文亦在首兩段歌詞忠於原著散文的精神及情境，以正式地向原作者和原文致敬，而其後則嘗試將時裝古裝穿梭交錯的手法運用在填詞上，作為消化後對原著的延伸。

## 發行與宣傳
2022年5月下旬，張天賦在社交平台的限時動態上首次貼出新歌〈老派約會之必要〉的名稱，以及作曲與填詞的班底。歌曲的填詞人黃偉文其後亦在Instagram表示自己藉此對同名散文的作者李維菁致敬，並揭示這次的合作是在創造古今交融的「港式中國風」流行曲。歌曲在同年7月19日於電台首播，並在翌日凌晨上架各大音樂平台，單曲同時收錄前作〈小心地滑〉作為B面歌。
同年8月12日至9月2日，華納唱片與高先電影院展開「老派約會打卡點」合作計劃，電影院現場設有張天賦的人型紙板供合照，並推出包含爆谷與汽水等的「老派約會套餐」。歌迷會亦自發印製歌曲的紀念貼紙明信片與設計成電影票的口罩套，作為隨套餐附送的紀念品。華納唱片亦在香港多部的士車身上刊登歌曲的廣告，以流動宣傳攻勢催谷歌曲。

## 專業評價
Hong Kong Singer Channel的編輯Andy讚賞〈老派約會之必要〉是一首穩打穩扎的大路作品，在「入屋」之餘也不乏創意，當中編曲的轉換彷彿把不同平行時空連結一起。他亦讚賞歌曲的愛情觀在現今流行即食的戀愛生態中，顯得「藝高人膽大」。PlayMusic音樂網的編輯Creamypolly給予歌曲五星滿分評價，讚賞歌曲現代音樂與古典音樂之間的交接非常順耳，而當中的一段古典中樂亦很有味道和風格。他亦讚賞張天賦的演譯使歌曲聽起來不落俗套，而且帶點型格。
閱評流的編輯讚賞〈老派約會之必要〉的節奏藍調節奏，配上古箏以及弦樂等不同的真實樂器，使感情來得更真摯。他亦讚賞張天賦在歌曲未有使用自動調諧處理、以及沒有生硬加上扭音轉音的聲音，使聽起來顯得平實而忠直。私家音樂的編輯指歌曲與張天賦的出道歌曲〈Good Time〉雖同為節奏藍調風格的歌曲，但包裝及歌詞卻是兩極，讚賞他能夠唱出兩種極端的戀愛方式，並體現出中西文化的匯合。

### 獎項
在2023年的《廣播九十五周年十大中文金曲》上，〈老派約會之必要〉贏得十大中文金曲獎與全球華人至尊金曲獎。歌曲亦獲入圍《2022年度叱咤樂壇流行榜頒獎典禮》叱咤樂壇我最喜愛的歌曲大獎最後五強，以及《Chill Club 推介榜年度推介22/23》的Chill Club年度節奏藍調歌曲。

## 商業成績
〈老派約會之必要〉發行後獲得極大商業成功。在香港Spotify，歌曲上架首日錄得107,355次播放量，打破林家謙憑〈某種老朋友〉創下的香港區最高單日播放量，也是香港區首次錄得超過10萬次單日播放量。歌曲翌日的播放量上漲至123,234次，而第三日則繼續上漲至131,096次的新高。歌曲其後登上Spotify香港週榜的冠軍，以及KKBOX、JOOX和MOOV的香港本地歌曲週榜冠軍。
在《Billboard》香港歌曲週榜，〈老派約會之必要〉發行後在榜上獲得非連續的十二星期冠軍。歌曲發行後亦最高登上903專業推介亞軍，以及新城勁爆推介榜、勁歌金榜、中文歌曲龍虎榜和Chill Club 推介榜冠軍，成為張天賦出道後第一首四台冠軍歌。在加拿大，歌曲推出後亦登上當地中文電台的至HIT中文歌曲排行榜冠軍。

## 現場表演
張天賦在〈老派約會之必要〉發行後在多場電視節目及頒獎禮上演唱歌曲。2022年10月23日，他在《Chill Club》上演唱歌曲。2023年1月9日，他再次登上《Chill Club》演唱歌曲，並分別與RubberBand的主唱6號以及張蔓姿合唱〈某種老朋友〉和〈弱水三千〉等歌曲。4月30日，他第三度登上《Chill Club》演唱歌曲，作為《Chill Club 推介榜年度推介22/23》的拉票宣傳。5月6日，他在《廣播九十五周年十大中文金曲》上分別在領取十大中文金曲獎與全球華人至尊金曲獎時先後演唱歌曲兩次。
張天賦亦在多場演唱會上演唱歌曲，包括2022年的合作演唱會「AilpayHK Frenemy 演唱會」，以及拼盤演唱會「叱咤樂壇 Brand New Live 生力軍音樂會」。他亦在2023年舉行的個人演唱會「This is MC 演唱會」、合作演唱會「拉闊音樂會DJ / MC」，以及免費演唱會「This is MC - Live at Victoria Harbour」演唱歌曲。他也在同年舉行的拼盤演唱會「Samsung EPIC Now 音樂會」、「THE FUNFAIR 保誠175週年音樂節」，以及「博愛SO ME SHOW MUSIC」演唱〈老派約會之必要〉。在2022年至2024年間，他亦作為表演嘉賓在多個公開演出演唱歌曲，包括2022年的「AXA 安盛呈獻: Dear Jane What's Happening Live 2022」、2023年的「西加航空候機直播室」，以及2024年的「寶馬香港打吡大賽」。

## 音樂錄影帶

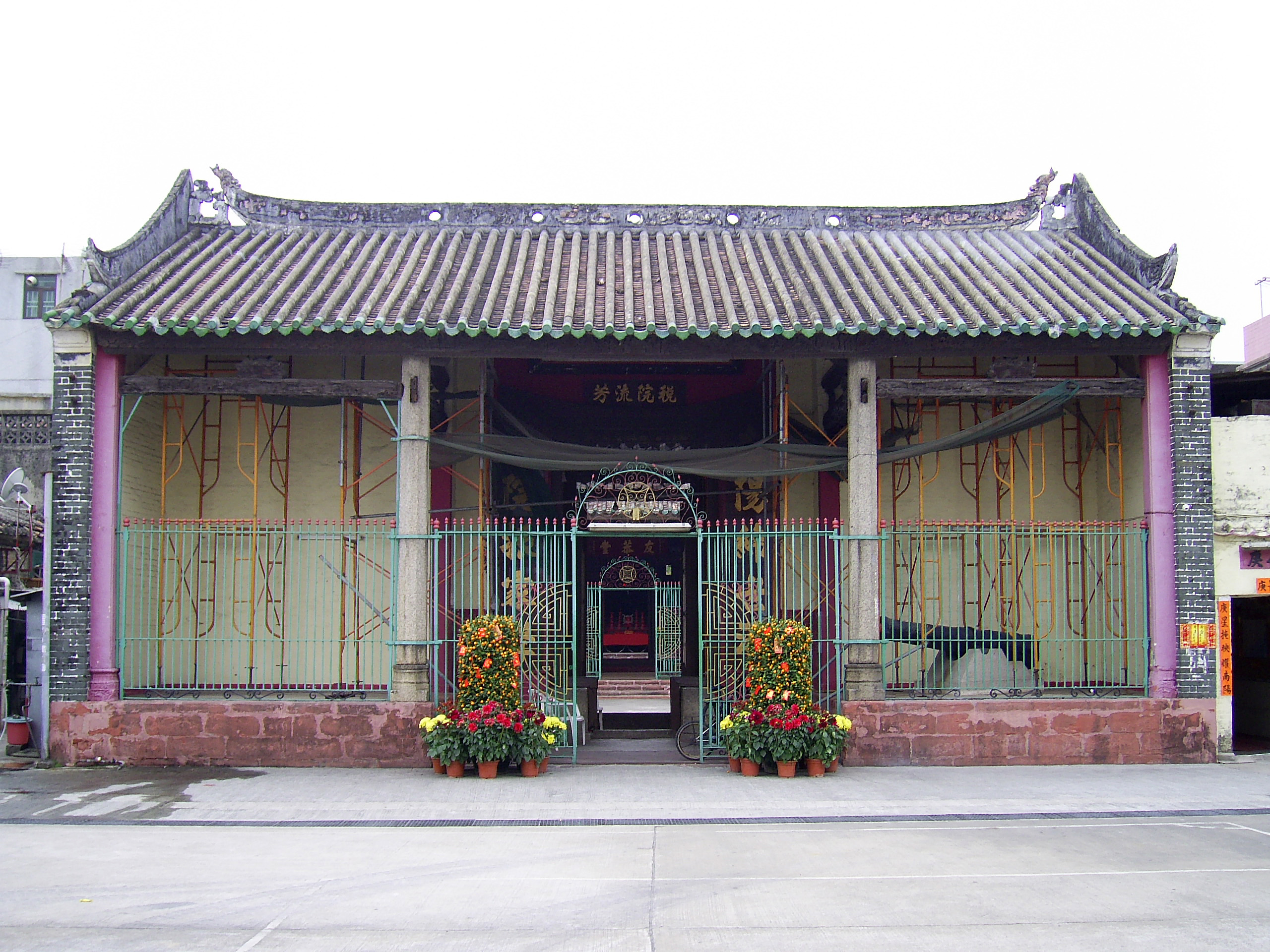
〈老派約會之必要〉的音樂錄影帶在鄧氏宗祠（圖）取景拍攝

〈老派約會之必要〉的音樂錄影帶由曾執導吳林峰與謝芊彤的〈我也難過的〉音樂錄影帶的林登執導拍攝，並在位於天水圍旁邊的厦村裡的鄧氏宗祠、友恭學校與禮賓樓等地取景，而錄影帶女主角則由Cool Style旗下的18歲新星林熙彤擔任。錄影帶在張天賦於拍攝電影《夜校》的空檔期間抽空拍攝，並在日間一直拍攝至深夜時段才結束。期間張天賦在36度的氣溫下用擔挑來來回回，以致體力透支差點中暑，需要休息回復精神才能繼續拍攝。而與女主角演繹靠近餵飯的情節，亦因為二人尷尬而拍攝了十多次才完成。
錄影帶講述一個發生在民初時期的愛情故事，男女主角邂逅後便愛上彼此，並上演著溫馨甜蜜的情節，最後因為家人反對而相約私奔。錄影帶中段亦穿插著張天賦頭戴黑色帽子、身穿黑色西裝，以及配戴墨鏡的全黑造型，以回應歌曲穿越時空的現代部分。張天賦在歌曲的音樂錄影帶發布前率先在Instagram公開數秒預告，而錄影帶其後則在歌曲數位上架同日晚上九時在YouTube公開。錄影帶推出兩天後便隨即登上YouTube熱門影片首位，並突破50萬次播放量。錄影帶推出兩星期後突破200萬次播放量，並在年底登上香港YouTube年度十大熱門音樂影片的第4位。截至2024年5月，〈老派約會之必要〉的音樂錄影帶在YouTube的播放量已經突破2,100萬次，成為繼〈記憶棉〉與〈反對無效〉後，張天賦第三高播放量的音樂錄影帶。

## 歌曲列表
| 線上下載 串流媒體 [ 6 ] | 線上下載 串流媒體 [ 6 ] | 線上下載 串流媒體 [ 6 ] |
| 曲序                    | 曲目                    | 时长                    |
| ----------------------- | ----------------------- | ----------------------- |
| 1.                      | 老派約會之必要          | 3:44                    |
| 2.                      | 小心地滑                | 3:59                    |

## 製作團隊
資料來自老派約會之必要音樂錄影帶於YouTube的說明文字。
- 張天賦 – 作曲
- GooChan – 作曲、編曲、結他、中國樂器、鼓、編程
- 黃偉文 – 填詞
- 黃兆銘 – 編曲、鋼琴編排、弦樂編排
- 徐浩 – 監製、和音、混音
- 陳兆基 – 電貝斯

## 榜單排名
| 週榜單（2022年）                | 最高 名次 |
| ------------------------------- | --------- |
| 香港（903專業推介）             | 2         |
| 香港（新城勁爆推介榜）          | 1         |
| 香港（勁歌金榜）                | 1         |
| 香港（中文歌曲龍虎榜）          | 1         |
| 香港（Chill Club 推介榜）       | 1         |
| 香港（KKBOX本地單曲週榜）       | 1         |
| 香港（JOOX本地熱播榜）          | 1         |
| 香港（MOOV本地熱播百強榜）      | 1         |
| 香港（Spotify）                 | 1         |
| 香港（《Billboard》香港歌曲榜） | 1         |
| 加拿大（至HIT中文歌曲排行榜）   | 1         |

| 年榜單（2022年）                | 位置 |
| ------------------------------- | ---- |
| 香港（KKBOX本地年度單曲累積榜） | 4    |

| 年榜單（2023年）                | 位置 |
| ------------------------------- | ---- |
| 香港（KKBOX本地年度單曲累積榜） | 82   |